# Die Publicisten
Die Publicisten (Les Publicistes) est une valse de Johann Strauss II (op. 321). L'œuvre est créée le 4 février 1868 dans la salle Sofienbad de Vienne.

## Histoire
La valse est écrite pour le bal du carnaval de l'Association des écrivains et journalistes Concordia et est également créée à cette occasion. Dans ce contexte, le nom est explicite. Bien entendu, l'ouvrage est également dédié à cette association. À cette époque, le compositeur est au zénith de son œuvre. Certaines de ses meilleures œuvres sont créées à peu près à la même époque, après 1865. Cette valse, également très bien accueillie, a aussi ses qualités, même si elle n'arrive pas tout à fait à rivaliser avec les plus grands succès du compositeur. De nos jours, elle est  occasionnellement joué dans les  concerts.

## Durée
Le temps de lecture sur le CD répertorié en référence est de 8 minutes et 45 secondes. Cette durée peut varier quelque peu selon l'interprétation musicale du chef d'orchestre.

## Interprétations notables
En 1993, la pièce est jouée lors du célèbre concert du nouvel an à Vienne, sous la direction de Riccardo Mutti.